# Steel Storm
Steel Storm is een computerspel uit 2010, gemaakt door Kot-in-Action Creative Artel. Het spel maakt gebruik van opensourcesoftware en de DarkPlaces Quake-engine. Het spel wordt uitgegeven voor Microsoft Windows, Mac OS X en Linux.
Het spel is verdeeld in twee afleveringen, waarin aflevering 1 volledig gratis is. Aflevering twee is een commercieel product.
Steel Storm wordt ontwikkeld sinds 2008 en de eerste aflevering kwam in de bètafase in september 2010. Het spel heeft vier uit vijf sterren op de Linux Game Tome.